# Raimond Ier Trencavel
Raimond Ier Trencavel (né à une date inconnue, assassiné à Béziers le 15 octobre 1167) est un seigneur du midi de la France, vicomte de Béziers de 1129 à 1167, d’Agde de 1129 à 1150, de Carcassonne et d’Albi de 1150 à 1167. 
Il était fils de Bernard Aton IV Trencavel, vicomte d’Agde, d’Albi, de Béziers, de Carcassonne et de Nîmes, et de Cécile de Provence.

## Biographie

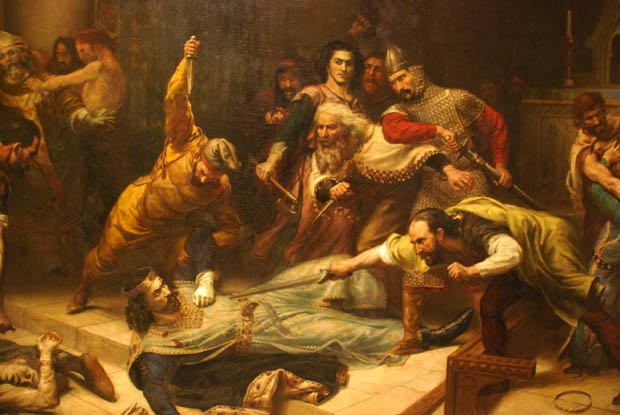
Le Meurtre de Raimond Trencavel, par Joseph-Noël Sylvestre.

À la mort de son père, il partage les vicomtés de ce dernier avec ses frères et reçoit Béziers et Agde. Il est un adversaire résolu d’Alphonse Jourdain, comte de Toulouse, et participe en 1143 à la coalition de seigneurs occitans visant à le chasser de Narbonne. En 1150, son frère aîné Roger meurt et il hérite de Carcassonne, d’Albi et du Razès, et cède Agde à son frère cadet Bernard Aton V.
Il effectue plusieurs raids contre le comté de Toulouse, mais est capturé le 10 octobre 1153. Il n’est libéré que contre une rançon de trois mille marcs d’argent. En 1162, le comte Raimond-Bérenger IV de Barcelone meurt et son fils Alphonse II, roi d’Aragon, revendique la ville de Carcassonne, ce qui oblige Raimond Trencavel à se rapprocher du comte Raymond V de Toulouse et à signer un traité d’alliance.
Au mois d’août 1167, il se porte au secours de son neveu Bernard Aton VI, vicomte de Nîmes, menacé par le roi d’Aragon. Au moment du départ, un incident éclate entre un de ses soldats et un bourgeois de Béziers. Raimond, sous la pression de son armée qui menace de déserter, punit le bourgeois. À son retour, le vicomte est assassiné le 15 octobre 1167 par les bourgeois de la ville, alors qu’il se trouve en l'église de la Madeleine.

## Mariage et enfants
Il épouse d’abord une Adélaïde, dont on ne connaît que le prénom, qui donne naissance à trois filles :
- Cécile, mariée en 1151 à Roger-Bernard Ier (mort en 1188), comte de Foix ;
- Béatrice, mariée après 1176 au futur Raymond VI, comte de Toulouse, et répudiée en 1193 ;
- Adélaïde, mariée au vicomte Sicard V de Lautrec.

Veuf, il se remarie avec une Saure, et est le père de :
- Roger II (mort en 1194), vicomte de Béziers, de Carcassonne et d'Albi ;
- Raymond Trencavel ;
- Adélaïde, mariée à Guillaume IV de Forcalquier :
  - Garsende de Forcalquier.